# تلخاب (دوستان)
تلخاب (بالفارسية: تلخاب) هي قرية تقع في إيران في قسم دوستان الريفي. يقدر عدد سكانها بـ 93 نسمة .